# Miroslav Navratil
Miroslav (Friedrich) Navratil (Sarajevo, 19 luglio 1893 – Zagabria, 7 giugno 1947) è stato un generale e aviatore croato, asso della k.u.k. Luftfahrtruppen, l'aviazione austro-ungarica, con 10 vittorie accreditate sul fronte italiano.

## Biografia
Nato da genitori croati, dopo aver completato la scuola, Navratil scelse la carriera militare, frequentando la Scuola Cadetti di Fanteria di Libenau. Allo scoppio della prima guerra mondiale fu arruolato come sottotenente con il 1º reggimento fanteria della Bosnia-Erzegovina, reparto decisamente multiculturale essendo composto da truppe di fede cattolica, greco-ortodossa e principalmente mussulmana. L'aspetto variegato di questi soldati era completato poi dal caratteristico copricapo, il fez..
Navratil seguì il reggimento nei suoi numerosi trasferimenti prima sul fronte orientale contro la Serbia dove venne ferito per due volte il 21 agosto 1914 ed ancora l'8 dicembre dello stesso anno. Successivamente, rientrato in servizio, fu destinato nel giugno 1915 al fronte italiano partecipando alla Seconda battaglia dell'Isonzo. Promosso tenente, al di fuori del sistema di anzianità, e decorato con la croce al merito di 3ª classe con decorazioni di guerra e spade, nell'ottobre del 1915 partecipò ai combattimenti sul fronte serbo, ritornando poi sul fronte italiano dove prese parte alla Sesta battaglia dell'Isonzo (Battaglia di Gorizia) nell'agosto del 1916.
Tornato a combattere sul fronte rumeno nell'autunno del 1916, fu ferito per la terza volta.
Nel gennaio del 1917 Navratil fece domanda per il servizio aereo. Dopo un periodo di addestramento a Wiener-Neustadt presso la scuola volo ufficiali venne assegnato come ufficiale osservatore alla Flik 13, in Galizia, sul fronte russo e successivamente alla Flik 11, dove compì pochi voli prima del termine delle operazioni militari in quel teatro.
Navratil chiese ed ottenne di essere ammesso al corso di pilotaggio. Nel gennaio 1918, con il brevetto di pilota n. 990 fu assegnato alla scuola di volo di Campoformido, in Italia, per l'addestramento come pilota militare. Al termine del percorso di addestramento, fu assegnato il 4 marzo 1918 alla  FliK 41J, uno dei reparti di eccellenza della k.u.k. Luftfahrtruppen, sotto la guida di Godwin Brumowski, asso degli assi austriaco.
La Flik 41J era stanziata sul campo di Portobuffolé ed equipaggiata con gli Albatros D.III (Oeffag) serie 153.

### Sul fronte italiano
La prima vittoria (e unica vittoria) con la Flik 41J Navratil la ottenne il 17 aprile 1918 volando con l'Albatros D.III(Oef) serie 153.157.
Insieme con Brumowsky, che pilotava l'Albatros 153.45, in missione di scorta ad un ricognitore, affrontarono una pattuglia di sette velivoli nemici che tentavano d'intercettare il ricognitore. L'attacco deciso dei due Albatros disperse la formazione nemica con l'abbattimento di un Sopwith Camel sopra Arcade: la prima vittoria per Navratil e la 31ª per Brumowsky.
Il 9 giugno gli fu affidato il comando della Flik 3J di base sul campo di Romagnano, in Trentino, equipaggiata con Albatros D.III serie 153 e successivamente con la serie 253 equipaggiata con motore da 225 hp (167,8 kW). Ogni Albatros della squadriglia aveva le sue insegne personali e Navratil non faceva eccezione: I suoi due Albatros preferiti avevano le seguenti insegne: il 253.116 un grande cuore rosso su entrambi i lati della fusoliera trafitti da una lunga freccia bianca; il 253.06 una losanga bianca con quattro cerchi più piccoli bianchi ad ogni angolo.

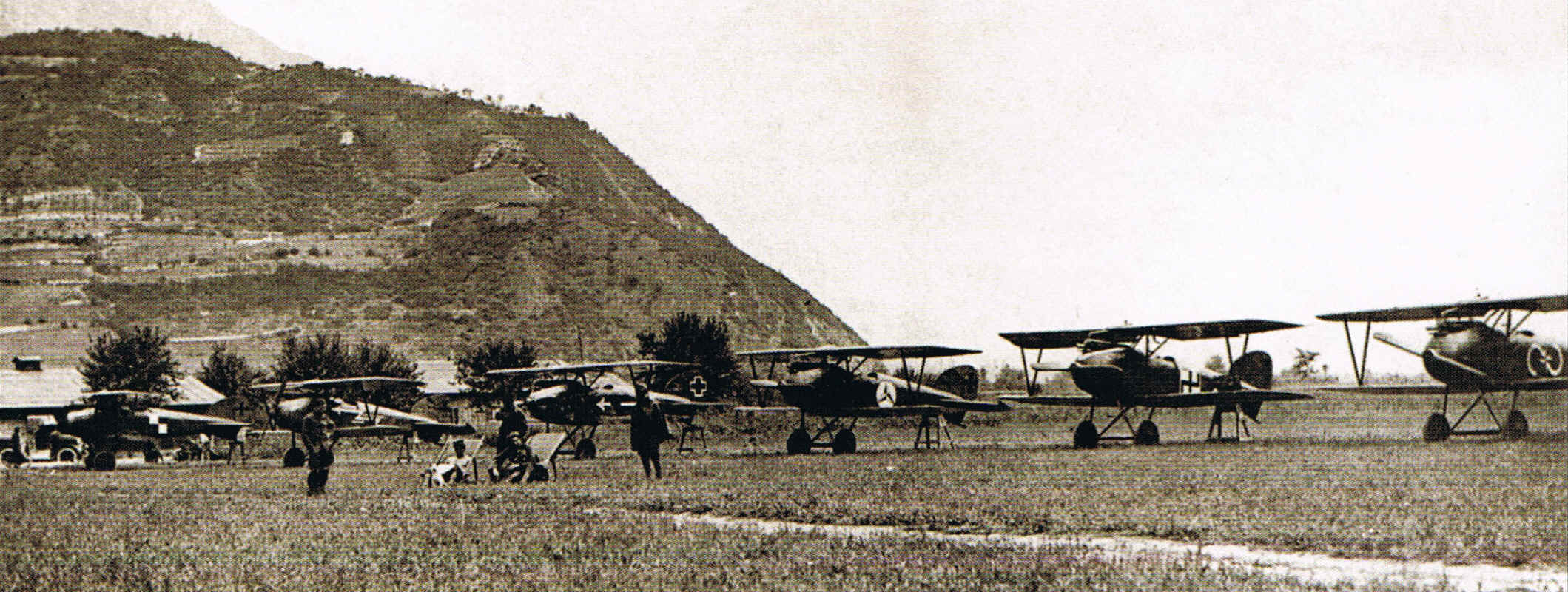
schieramento di Albatros D.III (Oef) della Flik3J sul campo di Romagnano (agosto 1918)

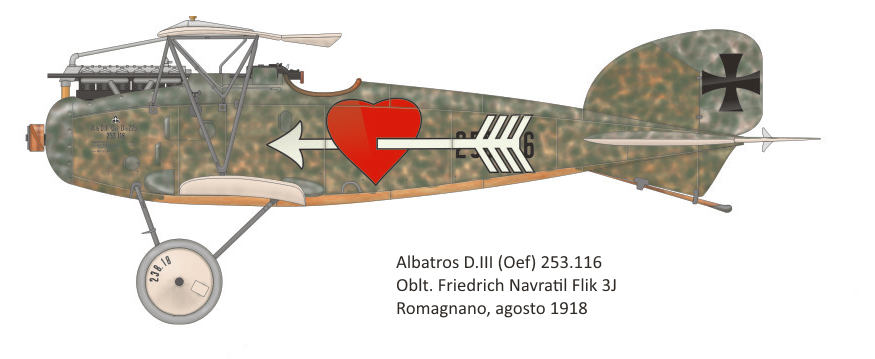
Albatros D.III (Oef) 253.116 pilotato da Friedrich Navratil (Romagnano, agosto 1918

La prima vittoria di Navratil con la Flik 3J avviene il 28 giugno 1918, quando nello scontro con una pattuglia di SPAD italiani, ne abbatte uno sopra la regione di Zugna-Ospedaletto, pilotando l'Albatros D.III serie 152.198.
Numerosi furono i duelli aerei che si susseguirono durante la battaglia del Piave.
il 16 luglio, Navratil in volo con i compagni di squadriglia Oberleutnant Stefan Stec, Oberleutnant Franz Peter e Stabsfeldwebel Otto Förster, a bordo del D.III serie 253.06 si scontra con u egual numero di caccia italiani Hanriot HD.1 della 72ª Squadriglia: un Hanriot è abbattuto mentre altri due sono costretti ad un atterraggio forzato. A Navratil furono accreditate due di queste vittorie, portando a 4 il totale di abbattimenti accreditati. Lo scontro è ricordato anche da parte italiana, anche se con un diverso esito: quel giorno due Hanriot HD.1 della 72ª Squadriglia pilotati dal tenente Amerigo (in realtà Americo) Crocetti e dal sergente Francesco Pomponi di scorta ad un ricognitore furono attaccati da una pattuglia di caccia austriaci. Nello scontro il tenente Crocetti difende il ricognitore dai nemici e dopo avere esaurito tutte le munizioni, con l'aereo colpito in 40 punti e ferito ad un piede riuscì ad atterrare sul campo d'aviazione di Lodrone. Tutti gli aerei rientrarono regolarmente alla base.
Una settimana dopo Navratil diventa un asso: il 23 luglio, nell'area tra Monte Pasubio e Valle del Chiese, incontra due Bristol F2B del No. 139 Squadron RAF abbattendone uno (matricola C4759, equipaggio lt.William Lennox Vorster e sgt. Herbert George Frow). e mettendo in fuga l'altro.
Nel successivo mese di agosto, Navratil rivendicò altre cinque vittorie pilotando l'Albatros D.III(Oef) 253.06: Il 5 agosto fece precipitare in località Mattarrello il SAML 3080 del brigadiere pilota Carlo Borello e del tenente osservatore Luigi Franchi della 121ª Squadriglia, entrambi rimasti uccisi nello scontro.
.
Il 10 agosto l'asso austro-ungarico si scontra con uno SVA 5 in missione di ricognizione scortato da due caccia SPAD della 71ª Squadriglia, riuscendo ad abbattere uno dei velivoli di scorta. Dell'abbattimento non vi è traccia nei registri italiani. Tutti e tre velivoli italiani rientrarono alla base. Il 16 agosto Navratil intercettò quattro Bristol F2B del No. 139 Squadron (matricola D8069) abbattendone uno che cadde in fiamme nei pressi di Trento.
Il 23 agosto ancora uno scontro con i Bristol della RAF: uno dei velivoli inglesi (matricola D7966 'A') fu centrato al motore e al serbatoio della benzina dai colpi di Navratil e fu costretto ad un atterraggio di fortuna sul campo austriaco di Gardolo.
Il 31 agosto avvenne l'episodio che segnò profondamente la vita di Navratil: all'alba del 31 agosto, Navratil (Albatros 253.06) e Stec (Albatros 253.08) sono in volo guidando una pattuglia di quattro piloti 'novellini' sulla linea del fronte. Sopra Pergine Valsugana, incontrano un solitario Bristol F2B: il caccia britannico diventa la decima vittoria di Navratil. Nella concitazione dello scontro, Navratil e Stec perdono di vista i loro giovani gregari: Oberleutnant in der Reserve Josef Pürer, Stabsfeldwebel Otto Forster, Leutnant in der reserve Jaroslav Kubelik, Leutnant in der Reserve Stanislaw Tomicki. Isolati dai loro leader, i quattro vengono attaccati da tre Sopwith F.1 Camel della Flight C del No. 45 Squadron RAF pilotati dai tenenti Sidney Cottle (D8237), Mansell Richard James (D8211) e di Randall George Henry Davis (D9386).
In pochi minuti Cottle abbatte Pürer (153.234) ed Otto Forster (253.03) mentre James fa precipitare Kubelik (152,271) e Stanislaw Tomicki (153.173). Otto Forster ferito fu fatto prigioniero mentre tutti gli altri rimasero uccisi nello scontro.
La perdita dei quattro giovani piloti fu devastante per il morale di Navratil che si ritenne personalmente responsabile del disastro:tra settembre e ottobre partecipò ad una sola missione. Il 21 ottobre 1918, durante un volo di test, ebbe un terribile incidente pilotando l'Albatros 253.06 e rimase gravemente ferito. La fine della guerra lo trovò ancora convalescente.

## Dopoguerra
Dopo la guerra Navratil si arruolò nell'aviazione del nuovo Regno di Jugoslavia, raggiungendo il grado di generale. Dopo la conquista della Jugoslavia da parte delle armate del Terzo Reich e la creazione dello Stato Indipendente di Croazia guidato da Ante Pavelić, Navratil fu nominato Ministro della Guerra.
Per il suo atteggiamento di disapprovazione per la brutale persecuzione della minoranza serba in Croazia da parte del regime ustascia, fu rimosso da Ministro nel gennaio del 1944.
Catturato in Austria dalle truppe statunitensi e rimpatriato in Jugoslavia nel dicembre del 1946, fu condannato a morte per crimini di guerra dal regime comunista di Tito e giustiziato il 7 giugno 1947.

## Vittorie
| N. | Data           | Reparto  | Velivolo            | Avversario    |
| -- | -------------- | -------- | ------------------- | ------------- |
| 1  | 17 aprile 1918 | Flik 41J | Albatros D.III(Oef) | Sopwith Camel |
| 2  | 28 giugno 1918 | Flik 3J  | Albatros D.III(Oef) | SPAD          |
| 3  | 16 luglio 1918 | Flik 3J  | Albatros D.III(Oef) | Hanriot HD.1  |
| 4  | 16 luglio 1918 | Flik 3J  | Albatros D.III(Oef) | Hanriot HD.1  |
| 5  | 23 luglio 1918 | Flik 3J  | Albatros D.III(Oef) | Bristol F/2 b |
| 6  | 5 agosto 1918  | Flik 3J  | Albatros D.III(Oef) | SAML          |
| 7  | 10 agosto 1918 | Flik 3J  | Albatros D.III(Oef) | SVA 5         |
| 8  | 16 agosto 1918 | Flik 3J  | Albatros D.III(Oef) | Bristol F/2 b |
| 9  | 23 agosto 1918 | Flik 3J  | Albatros D.III(Oef) | Bristol F/2 b |
| 10 | 31 agosto 1918 | Flik 3J  | Albatros D.III(Oef) | Bristol F/2 b |